# Vespadelus troughtoni
Vespadelus troughtoni (Kitchener, Jones, & Caputi, 1987) è un pipistrello della famiglia dei Vespertilionidi diffuso in Australia.

## Descrizione

### Dimensioni
Pipistrello di piccole dimensioni, con la lunghezza della testa e del corpo tra 38 e 44 mm, la lunghezza dell'avambraccio tra 33 e 36,4 mm, la lunghezza della coda tra 31 e 38 mm, la lunghezza del piede tra 4,8 e 6,2 mm, la lunghezza delle orecchie tra 10 e 13 mm e un peso fino a 6,7 g.

### Aspetto
La pelliccia è lunga. Le parti dorsali sono marroni scure cosparse di peli con la punta rossastra sulla testa e dietro le orecchie, mentre le parti ventrali sono fulve con la base dei peli nerastra. Il muso è corto, leggermente rivolto all'insù e largo, con due masse ghiandolari sui lati. Le orecchie sono grigio scure, ben separate tra loro e triangolari. Le membrane alari sono giallo-brunastre. La coda è lunga e inclusa completamente nell'uropatagio. Il pene è pendulo, con la punta rigonfia e privo dell'angolatura verso il basso, mentre il glande è diritto e affusolato.

### Ecolocazione
Emette ultrasuoni ad alto ciclo di lavoro sotto forma di impulsi di breve durata con frequenza modulata finale di 49-53,5 kHz.

## Biologia

### Comportamento
Si rifugia in zone ben illuminate all'interno di grotte e tunnel minerari, solitamente in piccoli gruppi, sebbene siano state osservate colonie fino a 500 individui.

### Alimentazione
Si nutre di insetti.

## Distribuzione e habitat
Questa specie è diffusa nel Queensland orientale e nel Nuovo Galles del Sud nord-orientale.
Vive nelle foreste aride e nei boschi tropicali associati ad ambienti rocciosi.

## Conservazione
La IUCN Red List, considerato il vasto areale, la popolazione numerosa, la presenza in diverse aree protette, la tolleranza a diversi tipi di habitat e la mancanza di serie minacce, classifica V.troughtoni come specie a rischio minimo (Least Concern)).